# Axialgang

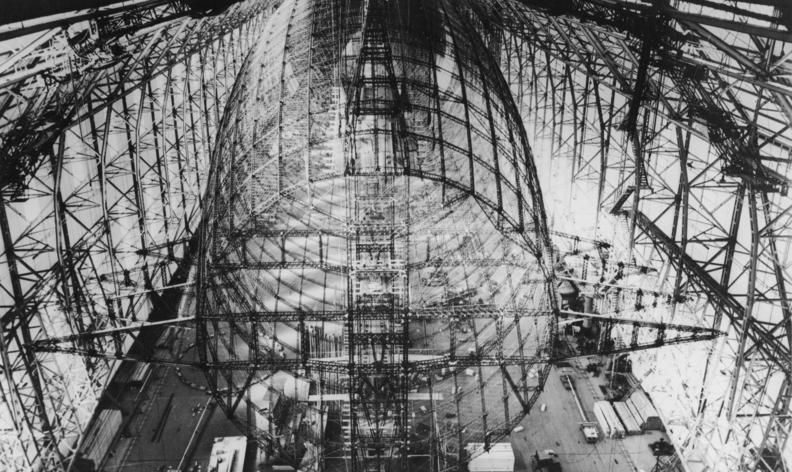
Der Bau des LZ 129 „Hindenburg“, der Axialgang gut erkennbar in der Mitte des Leitwerkskreuzes in den Spantenringen

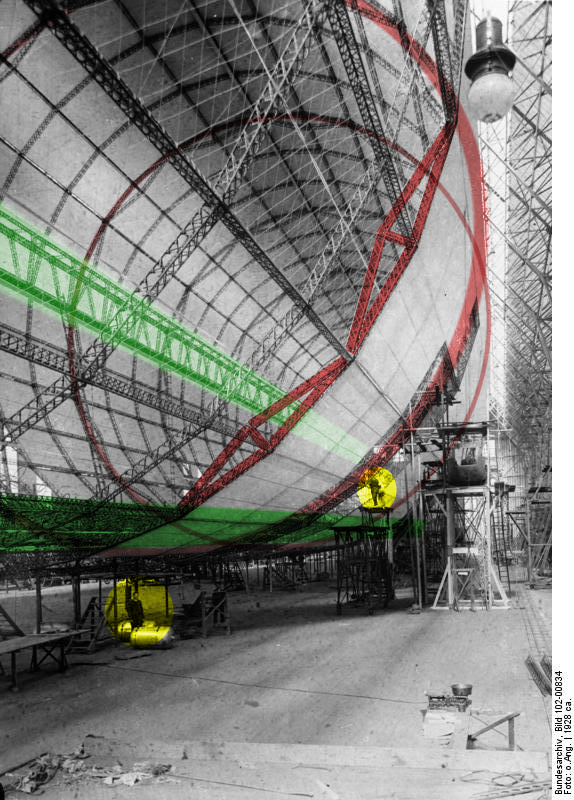
Der Axialgang bei LZ 129, hier grün markiert, unterhalb der Kielgang, in Rot die Spantenringe

Ein Axialgang (auch Achssteg oder Axialsteg) ist bei Starrluftschiffen ein vom Heck bis zur Bugspitze reichender Gang, der sich direkt in der Mitte des Schiffes befindet und somit vollständig von den Gaszellen umhüllt ist. Gemeinsam mit dem Kielgang trägt er wesentlich zur Erreichbarkeit des Inneren des Luftschiffs bei.
Ein Axialgang wurde erstmals in LZ 127 verbaut, Verwendung fand er auch in den Nachfolge-Zeppelinen LZ 129 und LZ 130.
Technische Vorteile bietet der Axialgang unter anderem bei der besseren Kontrolle und Überwachung der Gaszellen auf Lecks und ordentlichen Zustand, der Aufnahme des Drucks auf die Schottwand sowie beim Halt sowie der Entlastung und Stabilisierung der Spantenringe als Fixpunkt der radialen Verspannungen. Letzteres kam erstmals in LZ 129 zum Einsatz.

## Einsatz
In LZ 127 verlief der Axialgang etwas unterhalb des tatsächlichen Mittelpunkts der Hauptringe. Am Überdruckventil vorbei führte ein Gasschacht an die Oberseite des Luftschiffes. 
In LZ 129 war der Axialgang über drei Leiteraufstiege mit dem Kielgang verbunden. Die für den Zustand der Gaszellen verantwortlichen Zellenpfleger kontrollierten auch die obere Außenhülle und reparierten sie gegebenenfalls vom Axialgang aus.